# CHYK-FM
CHYK-FM (qui s'identifie en ondes sous le nom de Le Loup) est une station de radio canadienne de langue française sur la fréquence 104,1 MHz sur la Bande FM à Timmins, en Ontario appartenant à Le5 Communications au format adulte contemporain.
CHYK et sa station-sœur de Sudbury, CHYC-FM, sont les deux seules stations de radio commerciales francophones dont la programmation est entièrement produite en Ontario.

## Histoire
La station a été lancée le 23 décembre 1951 en tant que CFCL à la fréquence 580 kHz, uniquement francophone. Après quelques changements de propriétaires et de fréquences, la station change ses lettres d'appel pour CKOY en 1990. En 1999, le CRTC accepte la conversion à la bande FM, chose faite début 2000. CKOY récupère les lettres d'appel CHYK utilisées par le ré-émetteur de Kapuskasing, qui devient CHYK-3.
Les ré-émetteurs à Hearst et Kapuskasing ont été mis hors fonction en 2016.